# 花桥 (桂林)
25°16′37″N 110°18′15″E / 25.277°N 110.3041°E
花桥位于中国广西壮族自治区桂林市七星区七星公园内，在灵剑溪与小东江合流处附近跨小东江。现桥全长134.66米。1963年公布为广西壮族自治区文物保护单位。

## 历史
宋代绘制的《静江府城池图》已有该桥，为桥亭式五孔石桥，大致与现在水桥部分相同。因建于嘉熙年间，成为“嘉熙桥”。明代因桥两侧花木繁茂，始有今名，称作“花桥”。清代因桥东端有小山突起，形如天柱，改名为“天柱桥”，该石柱又称“芙蓉石”，于文革期间嵌上“毛泽东思想万岁”数字，如今仍在。
现在的石桥建于明代。元末明初，桥梁被洪水冲垮。明景泰七年（1456年），时任桂林知府的何永全在原来的桥基上铺设木板，使能通行，名为“嘉熙桥”。嘉靖十九年（1540年），靖江安肃王朱经扶妃徐氏发“内帑”扩建，桥由五孔扩为十一孔，东边四孔为水桥，西边七孔为旱桥，桥孔自东向西依次缩小。平时河水由水桥桥孔通过，汛期可走旱桥桥孔，以提高排洪能力。明时有“花桥”之名。清康熙二十年（1681年）广西巡抚郝浴主持开挖河道，以平缓水流，并于桥北两侧筑堤，时称该桥为“天柱桥”。光绪十八年（1892年）黄兴科增修桥亭。1965年又增修一孔。现水桥上方有桥亭，桥亭及旱桥栏杆为混凝土砌筑。